# Stian Remme
Stian Remme (Bergen, 4 de juny de 1982) va ser un ciclista noruec, professional des del 2004 al 2014. Un cop retirat s'ha dedicat dedicar a la direcció esportiva.

## Palmarès
- 2005
  -  Campió de Noruega en contrarellotge per equips
- 2006
  -  Campió de Noruega en contrarellotge per equips
  - Vencedor d'una etapa al Fana Sykkelfestival
- 2008
  - Vencedor d'una etapa a la Volta als Pirineus
- 2009
  - 1r al Fana Sykkelfestival i vencedor de 2 etapes
  - Vencedor d'una etapa al Gran Premi Ringerike